# Bellême
Bellême település Franciaországban, Orne megyében. Lakosainak száma 1457 fő (2022. január 1.). Bellême Saint-Martin-du-Vieux-Bellême és Belforêt-en-Perche községekkel határos.

## Népesség
A település népességének változása:
| Lakosok száma | 1598 | 1565 | 1548 | 1464 | 1456 | 1468 | 1455 | 1456 | 1457 |
|               | 2013 | 2015 | 2016 | 2017 | 2018 | 2019 | 2020 | 2021 | 2022 |